# Microtus oregoni
Microtus oregoni (Полівка повзуча) — вид гризунів родини Хом'якові (Cricetidae).

## Проживання
Країни проживання: Канада (Британська Колумбія), США (Каліфорнія, Орегон, Вашингтон). Вид знаходиться у вологих лісах Тихоокеанського узбережжя, грубих, трав'янистих областях.

## Життя
Вагітність триває близько 23 дні. У самиць буває максимум 4—5 виводків на рік по 3—5 дитинчат у кожному. Раціон складається головним чином із зеленої рослинності, також грибів. Хоча активні в будь-який час, цей вид найбільш активний уночі.